# Wichorze
Wichorze – wieś w Polsce położona w województwie kujawsko-pomorskim, w powiecie chełmińskim, w gminie Stolno.

## Podział administracyjny
W latach 1939–1945 położona była w okręgu Rzeszy Gdańsk-Prusy Zachodnie, w rejencji bydgoskiej (Regierungsbezirk Bromberg), w powiecie Chełmno (Kreis Kulm).
W latach 1975–1998 miejscowość administracyjnie należała do województwa toruńskiego.

## Demografia
Według Narodowego Spisu Powszechnego (III 2011 r.) wieś liczyła 95 mieszkańców. Jest piętnastą co do wielkości miejscowością gminy Stolno.

## Historia
Miejscowość w późnym średniowieczu (XIV wiek) przeszła na własność prokuratora papowskiego (z Papowa Biskupiego).
W latach 1939 - 1942 nazwą wsi było Wichorsee, lecz po przeprowadzonej zamianie nazw miejscowości w Okręgu Rzeszy Gdańsk-Prusy Zachodnie, w latach 1942 - 1945 nazywała się Wichersee. Pod okupacją niemiecką miejscowość ta posiadała statu majątek.

## Zabytki
Według rejestru zabytków NID na listę zabytków wpisany jest zespół dworski i folwarczny z XVIII-XX w., nr rej.: A/69/1-8 z 22.10.1997:
- dwór z oficyną, 1788, 2 poł. XIX w., XIX/XX w.
- park, XIX w.
- gorzelnia, 1875
- dom gorzelnianego, XVIII/XIX w.
- spichrz, 1890
- stajnia z oborą, obecnie magazyn zbożowy, 1880
- lodownia, pocz. XIX w.
- silos, 1935
- ogrodzenie.

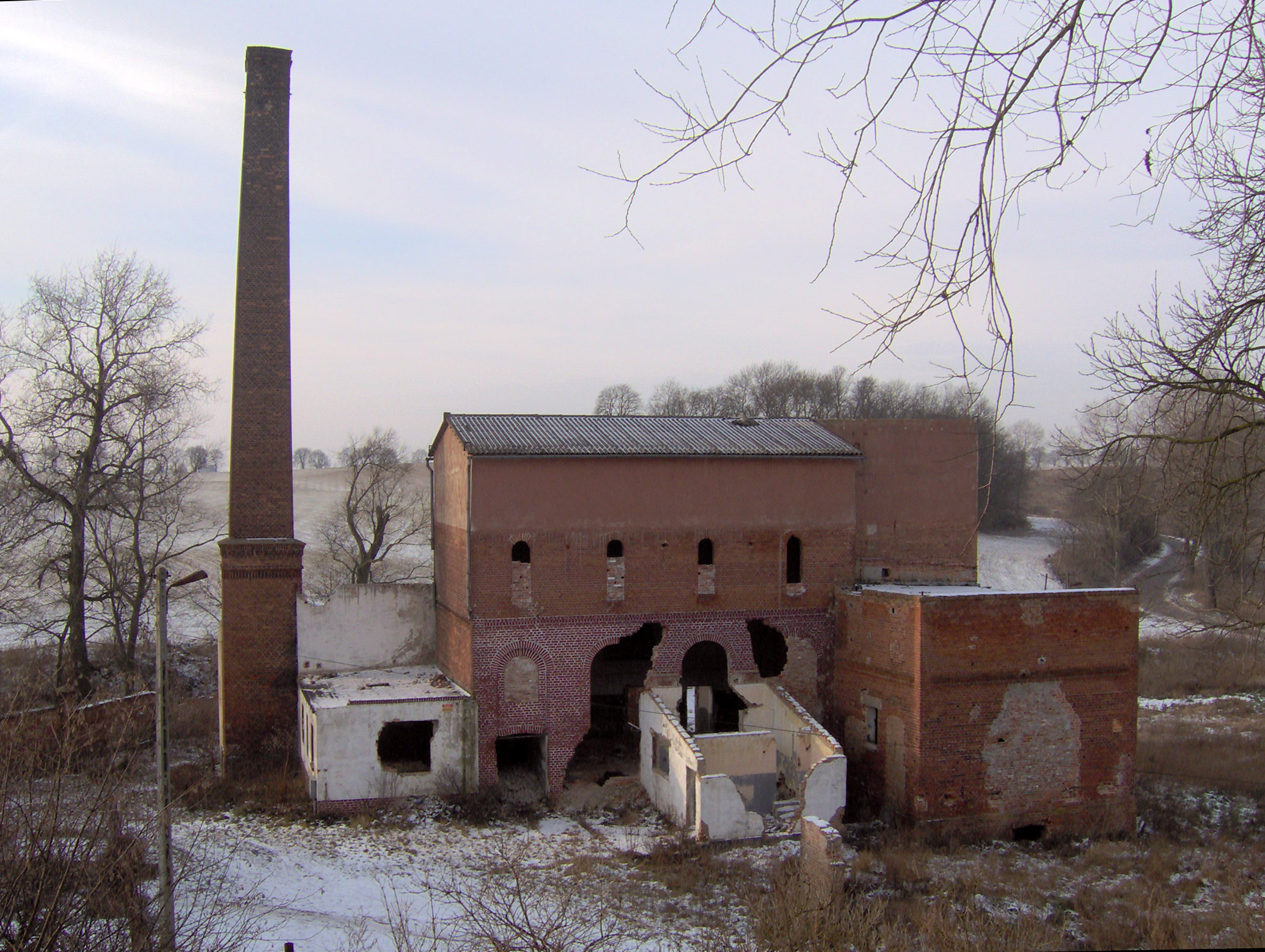
Gorzelnia
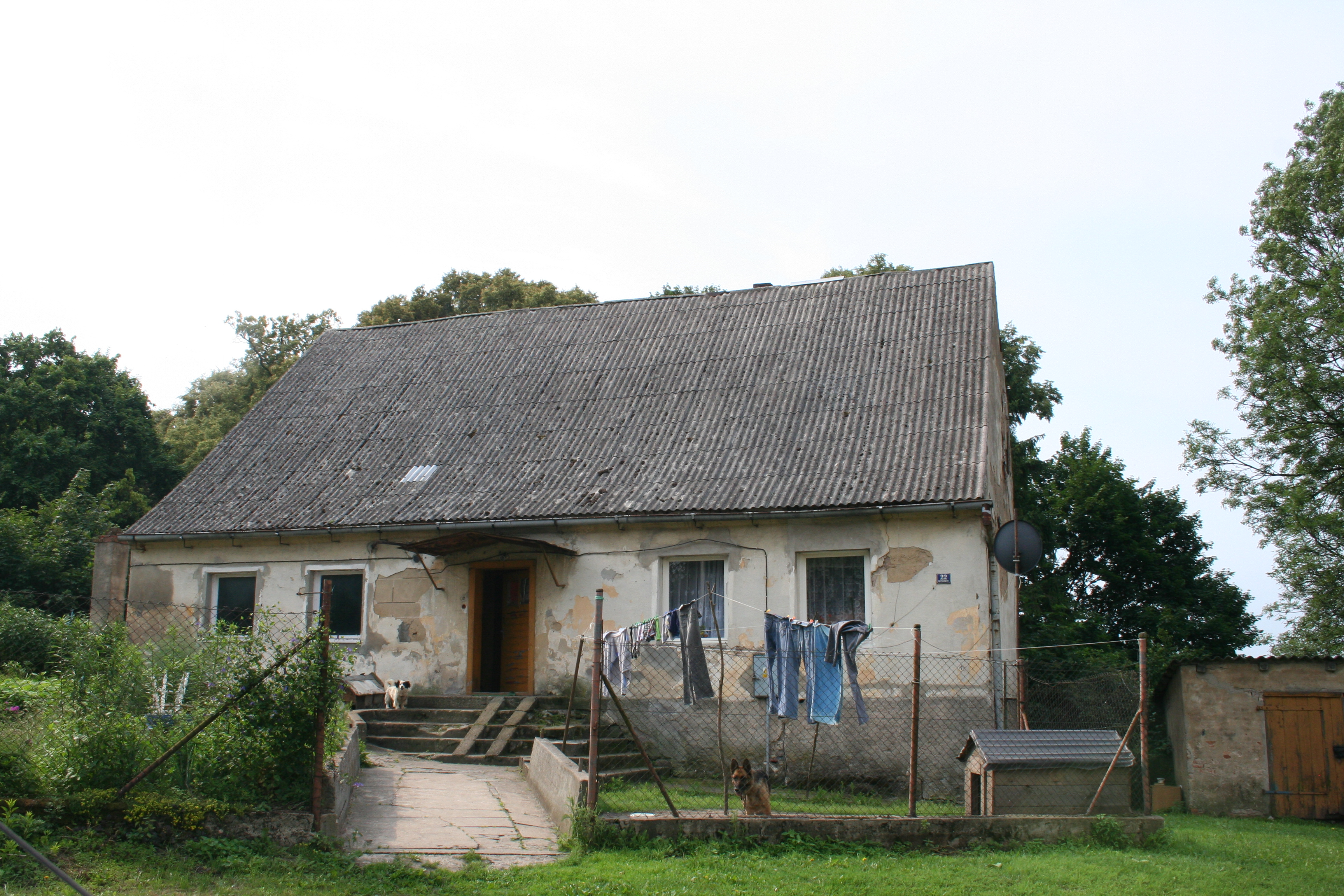
Dom gorzelnianego
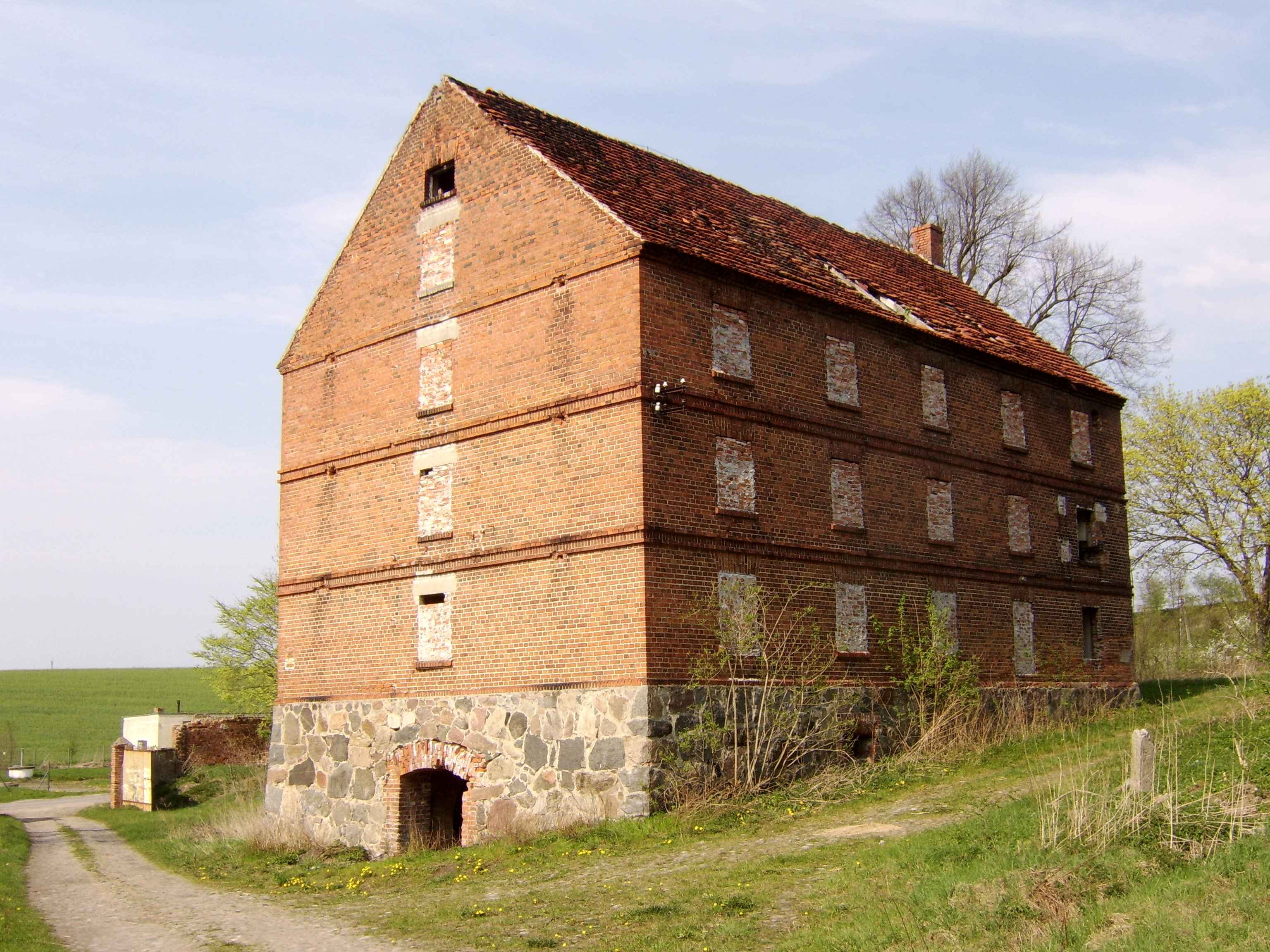
Spichlerz
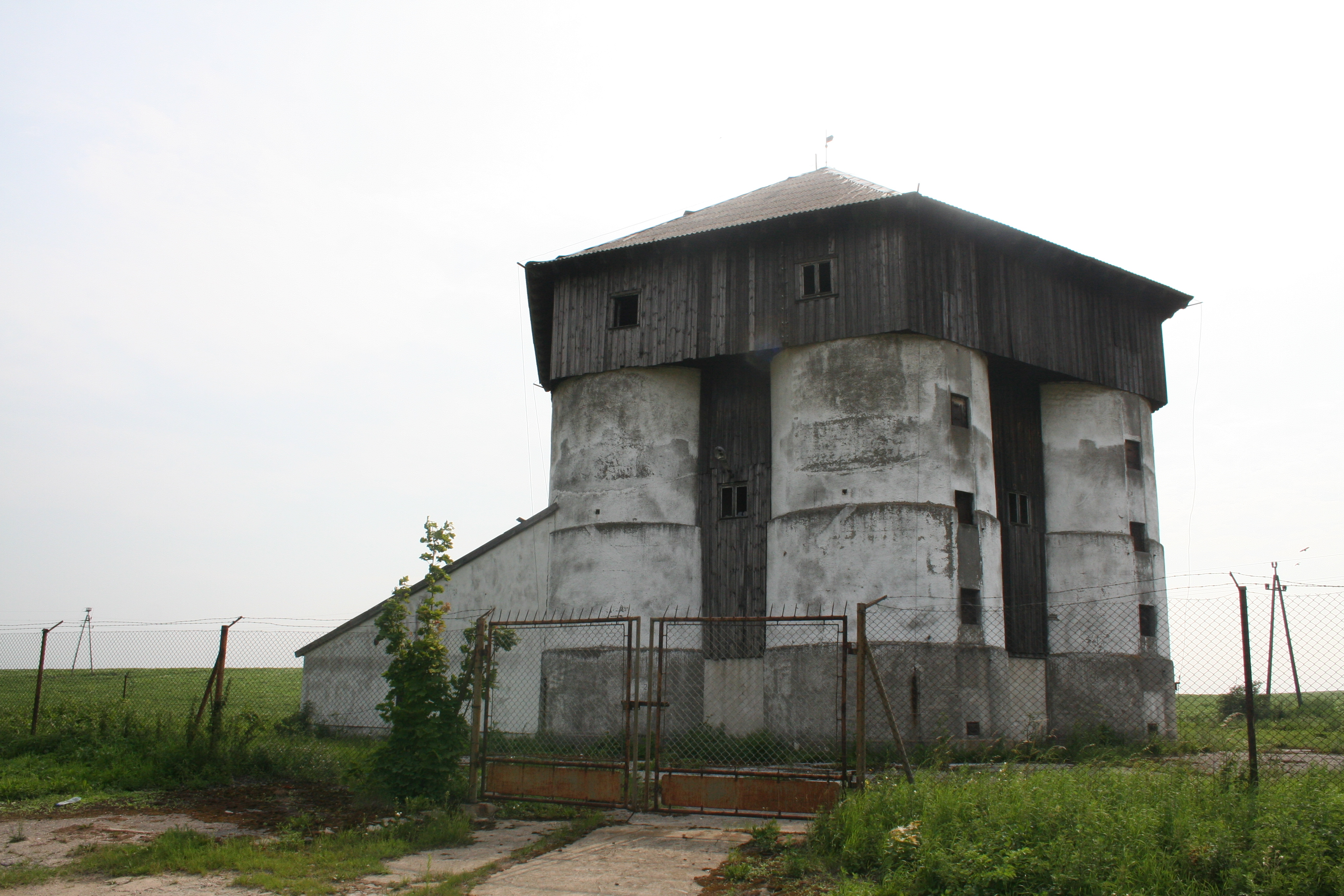
Silos